# Al patrulea gard, lângă debarcader
Al patrulea gard, lângă debarcader este un film românesc din 1986 regizat de Cristiana Nicolae. Rolurile principale au fost interpretate de actorii Bogdan Alexandru Manea, Rodica Horobeț și Bogdan Uritescu.

## Prezentare
Mișu (Bogdan Uritescu) și Milică (Bogdan Alexandru Manea) sunt doi prieteni de nedespărțit. Totul se schimbă când în viata lor apare tânăra Cornelia (Rodica Horobeț).
Protagoniștii acestei povești atât de neobișnuite sunt doi buni prieteni, Mișu și Milică, mereu nedespărțiți în fața oricăror probleme apărute pe parcurs. Ruptura relației dintre cei doi are loc, din păcate, atunci când Milică începe să îl evite pe Mișu și să se vadă tot mai rar. Cauza este o fată, simpatica tânără Cornelia. Intrând în contact cu aceasta, nici Mișu nu rămâne indiferent, iar culmea este că nici pe Cornelia nu pare să o deranjeze acest lucru...

## Distribuție
- Raluca Iordăchescu — Bibi
- Andrei Torok — Tatăl lui Milică
- Constantin Drăgănescu — Prof. Ochișor
- Ștefan Bănică jr.
- Valentin Uritescu — Tatăl lui Mișu
- Cezara Dafinescu — Leni Onuțan
- Bogdan Uritescu — Mișu
- Julieta Strâmbeanu — Diriginta
- Irina Petrescu — Mama lui Milică
- Răzvan Popa — Gigi Campionul
- Bogdan Alexandru Manea — Milică
- Mircea N. Crețu — Răzvan
- Rodica Horobeț — Cornelia
- Valeriu Paraschiv — Ștefan Onuțan